# Sprezzatura
Sprezzatura – naturalność, swoista nonszalancja dzieła sztuki. Termin stosowany w epoce manieryzmu i baroku, często zamiennie z pojęciem gracji.

## Muzyka
W muzyce termin oznaczający swobodę 1) w traktowaniu zapisanego rytmu przy wykonywaniu utworu 2) w stosowaniu dysonansów przejściowych podczas komponowania utworu. Słowo sprezzatura było używane już w XV wieku. Pierwszym kompozytorem, który na zjawisko położył nacisk w swoich komentarzach do utworów był Giulio Caccini. Nigdy jednak sprezzatura nie została ściśle zdefiniowana, określona. Dla muzyków, kompozytorów i teoretyków miała szersze lub węższe znaczenie. Przede wszystkim jako sprezzaturę rozumiano troskę o ekspresję linii melodycznej, jej lekkość, wrażenie naturalności i wykonywania jakby bez wysiłku, od niechcenia. Termin wykorzystał jako pojęcie estetyczne Baltassare Castiglione w 1528: przeciwstawienie się nadmiernej poprawności potrzebne jest w muzyce, w której jest bardzo wielkim błędem zrobienie jednego po drugim dwóch konsonansów doskonałych, czego nie znosi sam nasz zmysł słuchu. Szczególne znaczenie sprezzatura nabrała w kręgu Cameraty Florenckiej. Dysonansowość, swoboda wykonawcza była wpisana w XVII-wieczną seconda pratica i system barokowej retoryki muzycznej.

## Moda
Termin ten używany jest także w modzie. Oznacza naturalność i nonszalancję w noszeniu klasycznych ubrań. Może oznaczać też świadome łamanie niektórych zasad męskiej elegancji. Przykładem ubierania się na co dzień według sprezzatury był włoski przemysłowiec Gianni Agnelli.

## Literatura
- Zygmunt M. Szweykowski Sprezzatura i gracja – klucz do estetyki liryki wokalnej wczesnego baroku, „Muzyka” (1987) nr 1, s. 3–20
- M. Bukofzer Muzyka w epoce baroku. Od Monteverdiego do Bacha, Warszawa 1970, s. 48
- Przekład fragmentów B.Castilgione dotyczących muzyki: https://web.archive.org/web/20170203134745/http://demusica.pl/?Pismo_Diagonali:Nr_2%2F2013%26nbsp%3B